# Afroedura marleyi
Espèce
Synonymes
- Oedura marleyi Fitzsimons 1930
- Afroedura pondolia marleyi (Fitzsimons 1930)

Afroedura marleyi est une espèce de geckos de la famille des Gekkonidae.

## Répartition
Cette espèce se rencontre en Eswatini et au KwaZulu-Natal en Afrique du Sud.

## Étymologie
Cette espèce est nommée en l'honneur de Harold Walter Bell-Marley (1873-1946).

## Publication originale
- FitzSimons, 1930 : Descriptions of new South African Reptilia and Batrachia, with distribution records of allied species in the Transvaal Museum collection. Annals of the Transvaal Museum, vol. 14, p. 20-48 (texte intégral).